# Élodie Hesme
Pour les articles homonymes, voir Hesme.
Élodie Hesme, née le 10 mai 1973 à Troyes, (Aube), est une actrice, productrice et parolière française.

## Biographie
Élodie Hesme est la sœur aînée des deux actrices Annelise et Clotilde Hesme. Elle commence sa carrière d'actrice dans des séries télévisées, tel que le Commissaire Valence, Rose et Val ou Le Grand Patron sur TF1. 
En parallèle, elle intègre le groupe d'auteurs-compositeurs créé par Pascal Obispo et intitulé Atlético music pour collaborer avec d'autres professionnels de la musique française en tant que parolière. Elle signe des textes pour Nolwenn, Chimène Badi, Julie Zenatti, Johnny Hallyday, Jenifer, Céline Dion, Florent Pagny, ou encore Amel Bent et Lara Fabian.
En 2007, elle publie son premier roman Et ma vie pour tes yeux lentement s’empoisonne aux éditions Bernard Pascuito.
Au cinéma, elle apparaît dans Bis de Dominique Farrugia et Le Grand Bain de Gilles Lellouche, puis à la télévision dans la série Cherif sur France 2 où elle joue pendant six ans Déborah Atlan, l'avocate, qui la fait davantage connaitre du grand public. Après des rôles dans d'autres séries télévisées du service public, Caïn, Nina, Candice Renoir, Les Rivières pourpres, Les Invisibles ou Meurtre à Blois, elle devient la commissaire divisionnaire de la série de TF1, Vise le cœur. 
En tant qu'auteur, elle cosigne le premier long métrage de François Cluzet, participe à l'écriture de Léo Matteï, Brigade des mineurs, puis de la nouvelle série de Kev Adams : Avenir. 
Elle publie un autre roman Mes chers Fantômes en novembre 2020, puis co-écrit Femmes de porcelaine en 2022.

### Vie personnelle
Elle est la compagne de Jonathan Zaccaï avec lequel elle a un fils, Joseph, né en 2007.

## Filmographie

### Cinéma

#### Actrice
- 1999 : C'est pas ma faute ! de Jacques Monnet : Valérie
- 2004 : Au secours, j'ai 30 ans ! de Marie-Anne Chazel : Nadège
- 2004 : Narco de Tristan Aurouet  et Gilles Lellouche : La patiente bavarde
- 2004 : San-Antonio de Frédéric Auburtin : La journaliste
- 2005 : L'Enfer de Danis Tanovic : La vendeuse
- 2007 : La Maison de Manuel Poirier : Delphine
- 2012 : JC comme Jésus Christ de Jonathan Zaccaï : Béatrice Kern, la mère
- 2012 : Comme un chef de Daniel Cohen : La critique du Guide
- 2012 : David et Madame Hansen d'Alexandre Astier : Hélène Baumann
- 2014 : Kidon d'Emmanuel Naccache : Solène
- 2015 : Bis de Dominique Farrugia : Anne
- 2018 : Le Grand Bain de Gilles Lellouche : Amoureuse Marcus
- 2022 : Loin du périph de Louis Leterrier : psy
- 2024 : Maison de retraite 2 de Claude Zidi Jr. : Emma / Aafke

### Télévision
- 1997 : La Petite Maman, téléfilm
- 1998 : Le Feu sous la glace, téléfilm
- 2001 : H, (saison 3, épisode 13) : Sophie
- 2003 : Clémence, téléfilm : L'avocate de Myriam
- 2006 : Femmes de loi, série télévisée (saison 5, épisode 1) : Aurore Dyliss
- 2004 - 2007 : Le Grand Patron (saison 1, 6 épisodes) : Corinne Millet
- 2004 - 2007 : Commissaire Valence (saison 2, 3 épisodes) : Caroline de la Louvière
- 2004 - 2007 : Rose et Val (saison 1, 3 épisodes) : Eloïse
- 2008 : PJ : Isabelle Lapierre
- 2011 : Demain je me marie de Vincent Giovanni : Louise
- 2012 : Vive la colo! : Laurence Bonifaci (saison 1, épisode 4,5) : Laurence Bonifaci
- 2013 : dans le cadre la collection Le jeu des 7 Familles, épisode : Un chien de ma chienne de Fabien Gorgeart (court-métrage avec ses deux sœurs Annelise et Clotilde)
- 2013 : Détectives, de Marc Eisenchteter et Stéphane Kazandjian (saison 1, épisode 8) : Marion
- 2013 - 2019 : Cherif, de Laurent Scalese et Lionel Olenga (saisons 1 à 6) : Déborah Atlan
- 2014 - 2015 : Section de recherches, de Gérard Marx (saisons 8, 9) : mère de Leslie, Ariane Dugay
- 2015 : Doc Martin (saison 4, épisodes 2,3,4) : Eliette
- 2016 : Caïn (saison 5, épisode 7) : Cécile Mazars
- 2016 : Nina[3] (saison 2, épisode 4) : Pauline Saugier
- 2019 : Candice Renoir (saison 7, épisode 9) : Ludivine Maillol
- 2019 : Les Rivières pourpres (saison 2, épisode 3) : Moreno
- 2021 : Meurtres à Blois d'Elsa Bennett et Hippolyte Dard : Ana
- 2021 : Les Invisibles de Chris Briant et Axelle Laffont (épisode 1) : Virginie Delaunay
- 2022 : Vise le cœur, mini-série  de Vincent Jamain : Pauline Carrère

#### Productrice
- 2012 : JC comme Jésus Christ de Jonathan Zaccaï

### Publicités
- 2003 : i-mode Bouygues Telecom, Signal et SlimFast

## Chansons
Elodie Hesme a écrit ou coécrit les paroles de 67 chansons qu'on retrouve dans 25 albums de la variété française.

### Singles
- 2004 - C'est de l'or : Jenifer
- 2005 - Le centre du monde : Ze Pequeño
- 2005 - Ze Phénomène : Ze Pequeño
- 2005 - Aimer jusqu'à l'impossible : Tina Arena
- 2005 - Je m'appelle Bagdad : Tina Arena
- 2008 - 1,2,3 : Natasha St-Pier
- 2008 - Mes insomnies : Louisy Joseph
- 2011 - Je viens vers vous : Sylvie Vartan
- 2011 - 8e Merveille : Florent Pagny
- 2012 - Qui peut vivre sans amour ? : Céline Dion
- 2014 - Alcaline : Alizée
- 2015 - Quand je ne chante pas : Lara Fabian
- 2015 - Ma vie dans la tienne : Lara Fabian

## Publications
- 2007 : Et ma vie pour tes yeux lentement s'empoisonne (éditeur : Bernard Pascuito)
- 2020 : Mes chers fantômes réédité en 2022 en version poche sous le nom Barbara, esthéticienne et médium (édition Michel Lafon)
- 2022 : Femmes de porcelaine (édition Michel Lafon) co-écrit avec Virginie de Clausade